# 100% No Modern Talking
100% No Modern Talking è il primo EP del gruppo musicale australiano Knife Party, pubblicato il 12 dicembre 2011 dalla Earstorm Records.

## Descrizione
Nella lista tracce originaria dell'EP avrebbe dovuto essere presente anche il brano Back to the Z-List, ma in quanto non piacque molto al gruppo, esso è stato sostituito con Destroy Them with Lazers. Il titolo dell'album fa riferimento a una wavetable di Massive, un sintetizzatore di Native Instruments, definita da Rob Swire come «il Comic Sans dei suoni dubstep».

## Tracce
1. Internet Friends – 5:01
2. Destroy Them with Lasers – 4:56
3. Tourniquet – 5:17
4. Fire Hive – 4:38

## Formazione
- Rob Swire – sintetizzatore, programmazione
- Gareth McGrillen – sintetizzatore, programmazione